# カンバーランド軍
カンバーランド軍（Army of the Cumberland）は、南北戦争の西部戦線において北軍主力となった軍の一つである。当初はオハイオ軍と呼ばれていた。

## 歴史
カンバーランド軍の歴史は、ドン・カルロス・ビューエル少将の下にオハイオ軍が設立された、1861年11月に遡る。その後軍司令官となったウィリアム・ローズクランズ少将が、カンバーランド軍管区（Department of the Cumberland）の司令官を兼任したため、軍の名称もカンバーランド軍に改められた。ローズクランが司令官となったとき、カンバーランド軍は第14軍団のみで構成されており、右翼をアレクサンダー・マクック、中央翼をジョージ・ヘンリー・トーマス、左翼をトマス・L・クリッテンデンが指揮していた。
1862年10月24日の一般命令第168号により、第14軍団に加えてユリシーズ・グラント少将の第13軍団がカンバーランド軍に加わった。
カンバーランド軍が最初に参戦した大規模な戦闘はストーンズリバーの戦い（1862年12月31日 - 1863年1月2日）であった。その後、第14軍団は分割され、以前の中央翼が第14軍団の名称を引き継ぎ、右翼は第20軍団、左翼は第21軍団となった。ローズクランズは引き続き軍司令官を務め、タラホーマ方面作戦（1863年6月24日-7月3日）、チカマウガの戦い（9月18日-20日）を戦った。チカマウガの戦いに敗北したカンバーランド軍は、テネシー州チャタヌーガに後退したが、そこで南軍に包囲された。ユリシーズ・グラントは、カンバーランド軍およびテネシー軍を傘下に収めるミシシッピ方面軍（Military Division of the Mississippi）総司令官に就任し、ポトマック軍からの援軍も得て、チャタヌーガを開放した。ローズクランズは尊敬を集めていた指揮官ではあったが、チカマウガの敗北と、チャタヌーガで南軍の包囲を破れなかった責任を問われ、グラントは10月28日にローズクランズを解任し、後任にジョージ・ヘンリー・トーマスを据えた。第三次チャタヌーガの戦い（1863年11月23日-25日）において、チカマウガでの敗戦によって士気が低下していることを恐れ、グラントはカンバーランド軍を主要な戦闘に投入することを躊躇した。その代わり、ゲティスバーグの戦いに勝利したポトマック軍からの援軍をルックアウト山の奪取（Battle of Lookout Mountain）に使用し、またビックスバーグの包囲戦に勝利したテネシー軍をミッショナリーリッジの南軍右翼を攻撃に使用することを計画した（Battle of Missionary Ridge）。カンバーランド軍に与えられた使命は、ミッショナリーリッジの麓の火点を制圧するという小さなものであった。しかしながら、火点制圧後、カンバーランド軍の4個師団（うち1つはフィリップ・シェリダンが指揮していた）が山上に向けて突撃し、南軍中央に向かった。怒ったグラントが、トーマスと軍団長のゴードン・グランジャー（Gordon Granger）に対して、一体誰が命令したのかを尋ねたが、両者とも知らないと答えた。続けてグランジャーは、「彼らが始めてしまったら、もう誰も止めることはできません」と述べた。
チャタヌーガでの勝利後、グラントは北軍総司令官に就任した。後任としてウィリアム・シャーマンが西部の全部隊を統括するミシシッピ方面軍の司令官になった。シャーマンは、カンバーランド軍、テネシー軍、オハイオ軍から構成される「軍集団」を編成し、1864年5月にアトランタ方面作戦を開始した。アトランタへの進軍途中、ケネソー山の戦いを含む数多くの戦いが起こった。9月にアトランタはシャーマンの軍集団に陥落させられ、南軍のジョン・ベル・フッドは北へ脱出した。シャーマン自身はフッドの残存部隊を追撃せず、トーマスを指揮官としてカンバーランド軍の一部部隊（第4軍団及び臨時独立部隊）及びオハイオ軍（第23軍団）にフッドを追わせた。トーマスはナッシュビルの戦い（1864年12月15日-12月16日）でフッドを撃破し、これがカンバーランド軍の最後の主要な戦いとなった。カンバーランド軍の他の部隊（第14軍団及び第20軍団）はヘンリー・W・スローカムを指揮官として、シャーマンと共にサウスカロライナ州とノースカロライナ州を通って海へ向かった。これらの部隊はジョージア軍と呼ばれ、1865年にアンドリュー・ジョンソン大統領が観閲する、ワシントンD.C.の大観閲式に参加した。

## 歴代軍司令官
| 司令官                           | 就任           | 離任           | 主たる戦闘                                                                                 |
| -------------------------------- | -------------- | -------------- | ------------------------------------------------------------------------------------------ |
| ウィリアム・ローズクランズ少将   | 1862年10月24日 | 1863年10月19日 | ストーンズリバーの戦い、タラホーマ方面作戦、チカマウガの戦い                               |
| ジョージ・ヘンリー・トーマス少将 | 1863年10月19日 | 1865年8月1日   | 第三次チャタヌーガの戦い、アトランタ方面作戦、第二次フランクリンの戦い、ナッシュビルの戦い |

## 戦闘序列

### ストーンズリバーの戦い
軍司令官：ローズクランズ少将
|                                         | 師団                                | 旅団 |
| --------------------------------------- | ----------------------------------- | --- |
| 右翼 アレクサンダー・マクック少将       | 第1師団 Jefferson C. Davis准将      | - 第1旅団（4個連隊） - 第2旅団（4個連隊） - 第3旅団（3個連隊） - 砲兵部隊（3個砲兵中隊） - 護衛部隊（2個騎兵中隊）                      |
| 右翼 アレクサンダー・マクック少将       | 第2師団 Richard W. Johnson准将      | - 第1旅団（5個連隊） - 第2旅団（5個連隊） - 第3旅団（4個連隊） - 砲兵部隊（3個砲兵中隊） - 護衛部隊（1個騎兵中隊）                      |
| 右翼 アレクサンダー・マクック少将       | 第3師団 フィリップ・シェリダン准将  | - 第1旅団（4個連隊） - 第2旅団（4個連隊） - 第3旅団（4個連隊） - 砲兵部隊（3個砲兵中隊） - 護衛部隊（1個騎兵中隊）                      |
| 中央翼 ジョージ・ヘンリー・トーマス少将 | 第1師団 ラベル・ルソー准将          | - 第1旅団（5個連隊） - 第2旅団（4個連隊） - 第3旅団（4個連隊） - 第4旅団（5個連隊） - 砲兵部隊（3個砲兵中隊） - 騎兵部隊（1個騎兵中隊） |
| 中央翼 ジョージ・ヘンリー・トーマス少将 | 第2師団 James S. Negley准将         | - 第1旅団（5個連隊） - 第2旅団（4個連隊） - 第3旅団（4個連隊） - 砲兵部隊（3個砲兵中隊）                                                |
| 中央翼 ジョージ・ヘンリー・トーマス少将 | 第3師団                             | - 第1旅団（4個連隊） - 砲兵部隊（1個砲兵中隊）                                                                                          |
| 左翼 トマス・L・クリッテンデン少将      | 第1師団 Albin Francisco Schoepf准将 | - 第1旅団（4個連隊） - 第2旅団（4個連隊） - 第3旅団（5個連隊） - 砲兵部隊（3個砲兵中隊）                                                |
| 左翼 トマス・L・クリッテンデン少将      | 第2師団 John M. Palmer准将          | - 第1旅団（4個連隊） - 第2旅団（4個連隊） - 第3旅団（5個連隊） - 砲兵部隊（3個砲兵中隊）                                                |
| 左翼 トマス・L・クリッテンデン少将      | 第3師団 Horatio P. Van Cleve准将    | - 第1旅団（4個連隊） - 第2旅団（4個連隊） - 第3旅団（5個連隊） - 砲兵部隊（3個砲兵中隊）                                                |
| 騎兵 David S. Stanley准将               | 騎兵師団 John Kennett大佐           | - 第1騎兵旅団（4個騎兵連隊） - 第2騎兵旅団（3個騎兵連隊） - 砲兵部隊（1個砲兵中隊）                                                     |
| 騎兵 David S. Stanley准将               | 直轄                                | - 騎兵予備（3個騎兵連隊） - 独立（合衆国正規軍1個騎兵連隊）                                                                             |
| 工兵                                    | 工兵師団 John Kennett大佐           | - パイオニア旅団（3個工兵中隊、1個砲兵中隊） - 工兵及びメカニクス（1個工兵連隊）                                                        |

### チカマウガの戦い
軍司令官：ローズクランズ少将
| 軍団                                      | 師団                                   | 旅団 |
| ----------------------------------------- | -------------------------------------- | --- |
| 第14軍団 ジョージ・ヘンリー・トーマス少将 | 第1師団 Absalom Baird准将              | - 第1旅団（5個連隊） - 第2旅団（4個連隊） - 第3旅団（5個連隊） - 砲兵部隊（3個砲兵中隊）                       |
| 第14軍団 ジョージ・ヘンリー・トーマス少将 | 第2師団 James S. Negley少将            | - 第1旅団（4個連隊） - 第2旅団（3個連隊） - 第3旅団（4個連隊） - 砲兵部隊（3個砲兵中隊）                       |
| 第14軍団 ジョージ・ヘンリー・トーマス少将 | 第3師団 John Milton Brannan准将        | - 第1旅団（4個連隊） - 第2旅団（5個連隊） - 第3旅団（4個連隊） - 砲兵部隊（3個砲兵中隊）                       |
| 第14軍団 ジョージ・ヘンリー・トーマス少将 | 第4師団 Joseph J. Reynolds少将         | - 第1旅団（5個連隊） - 第2旅団（4個連隊） - 第3旅団（4個連隊） - 砲兵部隊（3個砲兵中隊）                       |
| 第20軍団 アレクサンダー・マクック少将     | 第1師団 Jefferson C. Davis准将         | - 第1旅団（5個連隊） - 第2旅団（5個連隊） - 第3旅団（5個連隊）                                                 |
| 第20軍団 アレクサンダー・マクック少将     | 第2師団 Richard W. Johnson准将         | - 第1旅団（6個連隊） - 第2旅団（5個連隊） - 第3旅団（5個連隊）                                                 |
| 第20軍団 アレクサンダー・マクック少将     | 第3師団 フィリップ・シェリダン少将     | - 第1旅団（5個連隊） - 第2旅団（5個連隊） - 第3旅団（5個連隊）                                                 |
| 第21軍団 トマス・L・クリッテンデン少将    | 第1師団 Thomas J. Wood准将             | - 第1旅団（4個連隊） - 第2旅団（4個連隊） - 第3旅団（4個連隊） - 砲兵部隊（3個砲兵中隊）                       |
| 第21軍団 トマス・L・クリッテンデン少将    | 第2師団 John M. Palmer少将             | - 第1旅団（4個連隊） - 第2旅団（4個連隊） - 第3旅団（5個連隊） - 砲兵部隊（4個砲兵中隊） - 独立部隊（1個大隊） |
| 第21軍団 トマス・L・クリッテンデン少将    | 第3師団 Horatio P. Van Cleve准将       | - 第1旅団（4個連隊） - 第2旅団（4個連隊） - 第3旅団（5個連隊） - 砲兵部隊（3個砲兵中隊）                       |
| 予備軍団 Gordon Granger少将               | 第1師団 ジェイムズ・スティードマン准将 | - 第1旅団（6個連隊、1個砲兵中隊） - 第2旅団（4個連隊、1個砲兵中隊）                                            |
| 予備軍団 Gordon Granger少将               | 第2師団                                | - 第2旅団（5個連隊、1個砲兵中隊）                                                                              |
| 騎兵軍団 Robert Byington Mitchell准将     | 騎兵第1師団 Edward M. McCook大佐       | - 騎兵第1旅団（3個騎兵連隊） - 騎兵第2旅団（4個騎兵連隊、1個砲兵中隊） - 騎兵第3旅団（3個騎兵連隊）            |
| 騎兵軍団 Robert Byington Mitchell准将     | 騎兵第2師団 ジョージ・クルック准将     | - 騎兵第1旅団（4個騎兵連隊） - 騎兵第2旅団（4個騎兵連隊） - 砲兵部隊（1個砲兵中隊）                            |

### チャタヌーガ方面作戦
軍司令官：ローズクランズ少将
| 軍団                                                    | 師団                                                | 旅団                                                                                     |
| ------------------------------------------------------- | --------------------------------------------------- | ---------------------------------------------------------------------------------------- |
| 第4軍団 Gordon Granger少将 旧第20軍団と旧第21軍団を統合 | 第1師団 Absalom Baird准将                           | - 第2旅団（6個連隊） - 第3旅団（6個連隊） - 護衛部隊（1個騎馬歩兵中隊）                  |
| 第4軍団 Gordon Granger少将 旧第20軍団と旧第21軍団を統合 | 第2師団 フィリップ・シェリダン少将                  | - 第1旅団（9個連隊） - 第2旅団（7個連隊） - 第3旅団（9個連隊） - 砲兵部隊（3個砲兵中隊） |
| 第4軍団 Gordon Granger少将 旧第20軍団と旧第21軍団を統合 | 第3師団 Thomas J. Wood准将                          | - 第1旅団（9個連隊） - 第2旅団（9個連隊） - 第3旅団（9個連隊） - 砲兵部隊（3個砲兵中隊） |
| 第14軍団 John M. Palmer少将                             | 第1師団 Richard W. Johnson准将                      | - 第1旅団（8個連隊） - 第2旅団（9個連隊） - 第3旅団（8個連隊） - 砲兵部隊（3個砲兵中隊） |
| 第14軍団 John M. Palmer少将                             | 第2師団 Jefferson C. Davis准将                      | - 第1旅団（5個連隊） - 第2旅団（6個連隊） - 第3旅団（5個連隊） - 砲兵部隊（3個砲兵中隊） |
| 第14軍団 John M. Palmer少将                             | 第3師団 Absalom Baird准将                           | - 第1旅団（7個連隊） - 第2旅団（7個連隊） - 第3旅団（6個連隊） - 砲兵部隊（3個砲兵中隊） |
| 砲兵予備 John Milton Brannan准将                        | 砲兵第1師団 James Barnett大佐                       | - 砲兵第1旅団（4個砲兵中隊） - 砲兵第2旅団（4個砲兵中隊）                                |
| 砲兵予備 John Milton Brannan准将                        | 第2師団                                             | - 砲兵第1旅団（5個砲兵中隊） - 砲兵第2旅団（4個砲兵中隊）                                |
| 騎兵軍団                                                | 騎兵第2師団                                         | - 騎兵第2旅団（8個騎兵連隊）                                                             |
| 工兵及び基地部隊                                        | 工兵部隊 ウィリアム・ファーラー・スミス准将         | - 工兵旅団（5個連隊） - パイオニア旅団（3個中隊）                                        |
| 工兵及び基地部隊                                        | チャタヌーガ基地部隊 ジェイムズ・スティードマン准将 | - チャタヌーガポスト（3個連隊）                                                          |

他にポトマック軍から2個軍団、テネシー軍から2個軍団が参戦。総指揮官はユリシーズ・グラント少将

### アトランタ方面作戦
軍司令官：トーマス少将
| 軍団                              | 師団                                   | 旅団                                                                                       |
| --------------------------------- | -------------------------------------- | ------------------------------------------------------------------------------------------ |
| 第4軍団 オリバー・O・ハワード少将 | 第1師団 David S. Stanley少将           | - 第1旅団（9個連隊） - 第2旅団（7個連隊） - 第3旅団（9個連隊） - 砲兵部隊（2個砲兵中隊）   |
| 第4軍団 オリバー・O・ハワード少将 | 第2師団 John Newton准将                | - 第1旅団（8個連隊） - 第2旅団（5個連隊） - 第3旅団（8個連隊） - 砲兵部隊（2個砲兵中隊）   |
| 第4軍団 オリバー・O・ハワード少将 | 第3師団 Thomas J. Wood准将             | - 第1旅団（9個連隊） - 第2旅団（10個連隊） - 第3旅団（7個連隊） - 砲兵部隊（2個砲兵中隊）  |
| 第14軍団 John M. Palmer少将       | 第1師団 Richard W. Johnson准将         | - 第1旅団（9個連隊） - 第2旅団（7個連隊） - 第3旅団（7個連隊） - 砲兵部隊（2個砲兵中隊）   |
| 第14軍団 John M. Palmer少将       | 第2師団 Jefferson C. Davis准将         | - 第1旅団（6個連隊） - 第2旅団（6個連隊） - 第3旅団（6個連隊） - 砲兵部隊（3個砲兵中隊）   |
| 第20軍団 ジョセフ・フッカー少将   | 第1師団 アルフェウス・ウィリアムズ准将 | - 第1旅団（6個連隊） - 第2旅団（5個連隊） - 第3旅団（7個連隊） - 砲兵部隊（2個砲兵中隊）   |
| 第20軍団 ジョセフ・フッカー少将   | 第2師団 ジョン・ギアリー准将           | - 第1旅団（6個連隊） - 第2旅団（7個連隊） - 第3旅団（7個連隊）                             |
| 第20軍団 ジョセフ・フッカー少将   | 第3師団 ダニエル・バターフィールド准将 | - 第1旅団（5個連隊） - 第2旅団（5個連隊） - 第3旅団（6個連隊） - 砲兵部隊（2個砲兵中隊）   |
| 第20軍団 ジョセフ・フッカー少将   | 独立部隊                               | - 予備旅団（3個連隊） - はしけ部隊（1個連隊、1個はしけ大隊） - 重砲兵部隊（1個重砲兵中隊） |

他にテネシー軍から3個軍団、オハイオ軍（新設）から1個軍団が参戦。総指揮官はウィリアム・シャーマン少将。

## 参考資料
- Eicher, John H., and David J. Eicher. Civil War High Commands. Stanford, CA: Stanford University Press, 2001. ISBN 0-8047-3641-3.
- Organization of U.S. Forces in the Civil War

## 関連資料
- Daniel, Larry J. Days of Glory: The Army of the Cumberland, 1861–1865. Baton Rouge: Louisiana State University Press, 2004. ISBN 978-0-8071-3191-6.
- Hunt, Robert Eno. The Good Men Who Won the War: Army of the Cumberland Veterans and Emancipation Memory. Tuscaloosa: University of Alabama Press, 2010. ISBN 978-0-8173-1688-4.
- Prokopowicz, Gerald J. All for the Regiment: The Army of the Ohio, 1861–1862. Chapel Hill: University of North Carolina Press, 2001. ISBN 0-8078-2626-X.
- Van Horne, Thomas B. The Army of the Cumberland: Its Organizations, Campaigns, and Battles. New York: Smithmark Publishers, 1996. ISBN 0-8317-5621-7. First published 1885 by Robert Clarke & Co.
- Cist, Henry M. "The Army of the Cumberland" Edison, NY, Castle Books, ISBN 0-7858-1579-1. First Published 1882, Cist, a general in the army, is considered the definative work on the Army of the Cumberland.